# Isla Grande (Santurce)
|                                                  |                                                         |
| Coordenadas                                      | 18°27′14″N 66°05′48″O / 18.45389, -66.09667             |
| Entidad • País • Territorio • Municipio • Barrio | Sub-barrio Estados Unidos Puerto Rico San Juan Santurce |
| Superficie                                       | 2,04 km² (0,78 mi²)                                     |
| Población • Densidad poblacional                 | 753 (2000) 369,1 km² (956,0 mi²)                        |

El sector Isla Grande, antiguamente conocido como Miraflores, hoy también conocido como el Distrito del Centro de Convenciones, es el más extenso de los cuarenta «sub-barrios» del barrio Santurce en el municipio de San Juan, Puerto Rico. De acuerdo al censo del año 2000, dicho sector contaba con 753 habitantes y un área de 2,04 km² (2.039.968 m²). Estos datos generaban una densidad poblacional de 369,1 habitantes por kilómetro cuadrado, 
ubicándole en la tercera posición de más baja densidad por sub-barrio en Santurce (sobrepasando sólo a Marruecos y Hoare). 

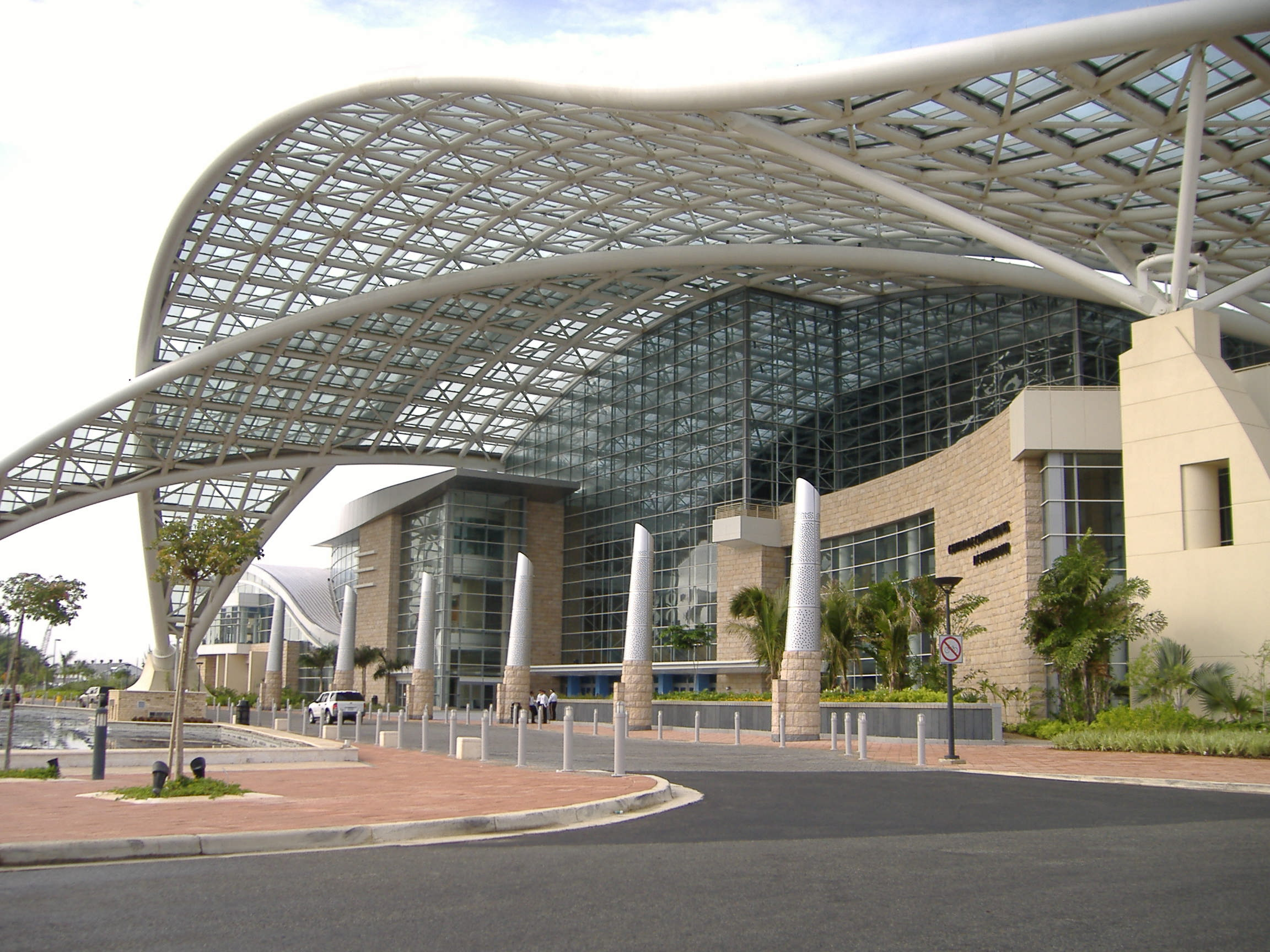
El Centro de Convenciones de Puerto Rico en la península de Isla Grande en San Juan.

En la actualidad, Isla Grande es una península de topografía generalmente plana que compone la porción occidental del barrio Santurce. Sus límites territoriales están delimitados, al norte por el Canal San Antonio que le separa del sub-barrio Puerta de Tierra ubicado en la Isleta de San Juan, al oeste y sur por la Bahía de San Juan y al este por los sub-barrios Hoare y Miramar. El tramo fronterizo de Miramar está demarcado por el expreso Luis Muñoz Rivera, mientras que el límite con Hoare está fijado por segmentos de las calles  Villa Verde y Miraflores.
En este sector se encuentra el Aeropuerto de Isla Grande, antiguamente llamado «Aeropuerto Internacional de Puerto Rico». Dicha instalación sirvió como principal aeropuerto de Puerto Rico hasta 1955, cuando entró en operación el Aeropuerto Internacional Luis Muñoz Marín en el vecino municipio de Carolina. El aeropuerto de Isla Grande sirvió como punto de partida para una gran parte de los emigrantes puertorriqueños que partieron hacia los Estados Unidos durante la década de 1940 y la primera mitad de la década de 1950.

## Historia
Originalmente el área ocupada por Isla Grande era una zona deshabitada compuesta por islotes, mangles y caños de poca profundidad que formaban parte del estuario de la Bahía de San Juan. El mayor de los islotes era conocido como «Isla Grande» o «Isla del Manglar». 
En 1765 vino a Puerto Rico el Mariscal de Campo Alejandro Conde de O’Reilly como Comisario Regio del Rey Carlos III de España. Al Mariscal O’Reilly se le había encomendado investigar el estado en que se encontraba el sistema español para la defensa de las Antillas. Entre las recomendaciones surgidas como parte de la inspección se destacó el fortalecimiento defensivo al este de la Isleta de San Juan, que incluía la construcción de varios almacenes de pólvora o polvorines en Puerta de Tierra y el extremo oriental de la Bahía de San Juan. Tales edificaciones serían necesarias para servir la artillería española contra posibles ataques provenientes de Cangrejos (nombre con el que se conocía a Santurce). Con tal propósito se construyeron cinco grandes polvorines en y cerca de la ciudad, uno de ellos localizado en el actual sector de Isla Grande. El Polvorín de Miraflores se edificó estratégicamente en la única zona seca dentro del conjunto de islotes y mangles del interior oriental de la bahía de San Juan, luego de que fuere seleccionado por los ingenieros militares españoles, considerando el pequeño promontorio de cuatro metros de elevación sobre el nivel del mar que presentaba el terreno. La construcción del polvorín comenzó en 1776 y en 1797 se creó un canal que separó la porción de terreno donde ubicaba del resto de Cangrejos. 
De esta forma se generó una isla artificial a la cual se llamó Isla de Miraflores, que junto a la «Isla Grande» o «Isla del Manglar» conformarían los dos islotes principales  al sur del Canal San Antonio, ubicados dentro de la actual jurisdicción del sub-barrio Isla Grande. Las obras de construcción en el Polvorín Miraflores concluyeron en 1811, y allí se le suministraba agua a los barcos de la marina de guerra española. Junto al polvorín, se construyó el edificio del Cuerpo de Guardias de Miraflores.
En 1898, luego de concluida la guerra hispanoamericana, y como consecuencia del Tratado de París, España traspasó a los Estados Unidos las instalaciones militares que tenía en Puerto Rico, incluyendo las de la Isla de Miraflores. Para 1899 Miraflores fue declarada estación de cuarentena. Dicha estación estuvo administrada por el Departamento de Salud de los Estados Unidos y se mantuvo en operación hasta comienzos de la década de 1930. Entre sus funciones figuraba servir como centro de registro de inmigrantes llegados a Puerto Rico, en lo que aparentaba ser una versión local de la Estación de Ellis Island en la bahía de Nueva York.

## Propiedades notables

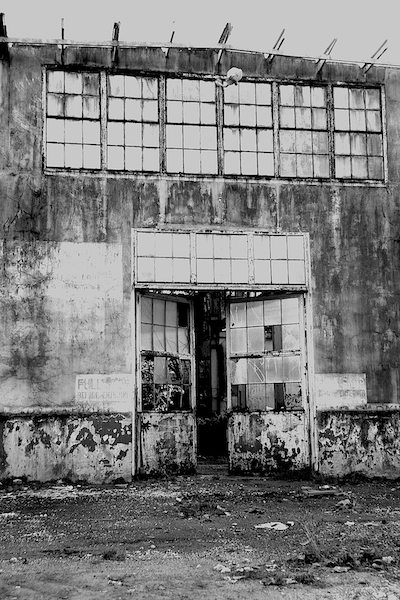
Hay varias fachadas comerciales centenarias aún en pie.

- El Hotel Sheraton (Sheraton Puerto Rico Hotel & Casino) en 200 Convention Boulevard se convirtió en el primer edificio en la Cuenca del Caribe en contar con la certificación LEED del Consejo de Construcción Ecológica de los EE. UU. Este complejo de edificios se distingue por cumplir con todos los requisitos de un hotel con certificación LEED con modelos eléctricos, reciclaje, eliminación de materiales de construcción y el uso de materiales locales y reciclados. El hotel también funciona con reglas ambientales que involucran el consumo de energía, calidad y filtración de aire, detergentes y materiales de limpieza verdes, y un proceso de lavandería controlado y diseñado para maximizar el uso de los recursos naturales.[11]
- Centro de Convenciones de Puerto Rico[12] ubicado en 100 Bulevar Saint John (anteriormente 100 Convention Boulevard)
- Aeropuerto de Isla Grande (SIG) ubicado en la Calle Lindbergh, entre el Centro de Convenciones de Puerto Rico y el Muelle Pan American Cruise, justo al sureste del Viejo San Juan.
- Equestrian School of Isla Grande
- Fireman Academy of Isla Grande
- The Fragile Space
- Isla Grande Flying School
- Port Authority of Isla Grande
- Puerto de San Juan
- San Juan Bay Marina
- San Juan Bay